# Pepín García García
Pepín García García, (Ribadeo, 21 de noviembre de 1911-La Coruña, 25 de enero de 1996) conocido como Pepín de la Lejía, fue un político gallego que luchó para el Ejército Popular de la República durante la guerra civil española.

## Biografía
Los hermanos de La Lejía eran naturales de Ribadeo, Pepín fue el mayor de seis hermanos, tenían una pequeña empresa familiar dedicada a la producción de licores. Debido a las ideas socialistas de su padre, fueron desterrados a una distancia de 150 kilómetros, por lo que se instalaron en La Coruña. Afiliado al Grupo Socialista de La Coruña desde mayo de 1929, Pepín fue uno de los organizadores de la Juventud Socialista. Por su participación en la huelga general revolucionaria de 1934, fue arrestado y permaneció en prisión hasta febrero de 1935. En 1936 fue nombrado secretario general de las Juventudes Socialistas Unificadas de La Coruña. Con el levantamiento militar del 18 de julio de 1936 y el comienzo de la guerra civil española tres de sus hermanos fueron ejecutados.Pepín logró huir de Galicia llegando a Bayona por mar el 26 de septiembre y se dirigió a la zona republicana. Se alistó en el IV Batallón de Galicia de la 2ª División y luchó en los frentes de Madrid, perdiendo una pierna en la batalla de Brunete. Fue trasladado al hospital de Tarragona, después fue destinado a San Pedro de Ribas como capitán gobernador. 
Al final de la guerra y con la derrota de los republicanos, escapó a Chile a bordo del Winnipeg. Finalmente, se exilió en Buenos Aires de diciembre de 1939 a 1977, cuando regresó a La Coruña, donde murió el 25 de enero de 1996.

## Reconocimientos y homenajes

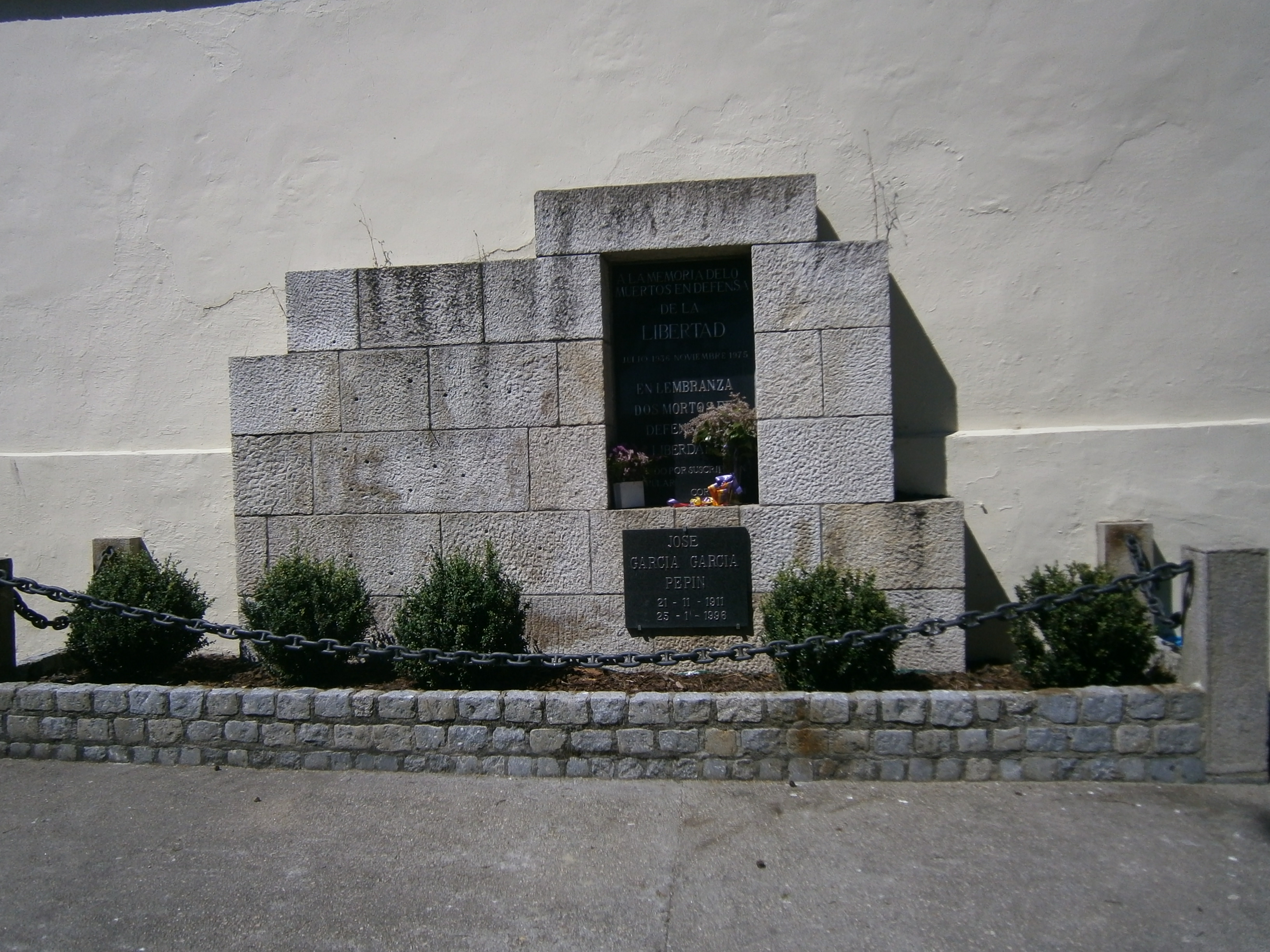
Cementerio de Santo Amaro, donde están los restos de Pepín

En el verano de 2018, la Asociación Cultural Xermolos, de Guitiriz, les rindió homenaje con una serie de eventos, incluida la inauguración de una escultura conmemorativa en la parroquia de Santa Mariña, del escultor Xosé Val Díaz.
En la Coruña hay una calle en honor a los hermanos Lejía.
El músico y compositor argentino Gustavo Fuentes compuso una canción dedicada a Pepín.